# Giuliodorme
I Giuliodorme sono stati un gruppo musicale italiano originario dell'Abruzzo, di genere pop rock.
Il gruppo è stato formato nel 1996 da tre compagni di scuola: Giulio Corda, Andrea Moscianese e Paolo Bucciarelli. Selezionati dall'Accademia della Canzone di Sanremo, partecipano a Sanremo Giovani 1997 con il brano Non sei tu, senza essere selezionati per il festival dell'anno successivo. Firmano con la BMG, che pubblica dopo due singoli il loro album d'esordio Venere, prodotto da Enzo Miceli.
Nel 2001 Corda e Bucciarelli lasciano il gruppo, Moscianese riforma il gruppo con Roberto Di Egidio, Federico Giannini e Alberto Bassani. Il quartetto incide dapprima il singolo Resta, partecipa alla sezione Giovani del Festival di Sanremo 2002 con il brano Odore scritto con Daniele Silvestri e pubblica il secondo album Solida euforia, suo ultimo lavoro.

## Formazione
- Giulio Corda (voce, chitarra) 1996-1999
- Andrea Moscianese (chitarra) 1996-2002
- Paolo Bucciarelli (tastiere, samples) 1996-1999
- Andrea Ra (basso) 1998
- Roberto Di Egidio (basso) 2000-2002
- Federico Giannini (batteria) 2000-2002
- Alberto Bassani (chitarra) 2000-2002

## Discografia

### Album
- 1998 - Venere (Ricordi/BMG)
- 2002 - Solida euforia (Panama/Epic)

### Singoli
- 1997 - Non sei tu
- 1997 - Il mio morire (BMG)
- 1997 - Goodbye (BMG)
- 2001 - Resta
- 2002 - Odore